# بروك تايلور
بروك تايلور (بالإنجليزية: Brook Taylor)‏ (18 أغسطس 1685 – 29 ديسمبر 1731)، عضو المجتمع الملكي، عالم رياضيات إنكليزي يرجع له الفضل في ابتكار كل من مبرهنة تايلور ومتسلسلة تيلور.

## الحياة والعمل
ولد بروك تايلور في مدينة إدمونتون (كانت توجد في ذلك الوقت في ميدلسكس) لأب يدعى جون تايلور منبيفرونس في باتريكسبورني، كنت. وأووليفيا تيمبيست ابنة السير نيكولاس تيمبيست، من بارت في دورهام.
دخل كلية سانت جونز، كامبريدج. بمنحة عامة في عام 1701، وحصل على درجة بكالوريوس في الحقوق في عام 1709 ثم نال درجة الدكتوراة في عام 1714. تعلم الرياضيات من جون ماكن وجون كيل. في عام 1708، استطاع الوصول إلى حل مثالي لمشكلة مركز التذبذبات، ولكنه لم ينشر حتى مايو 1714، عندما بدأ نجم جوهان بيرنولي في الظهور ومنافسته. في عام 1715، نشر بروك ورقة بحثية أدت إلى ظهور فرع جديد من فروع الرياضيات العليا، والذي يطلق عليه الآن «حساب الفروق المنتهية». استخدم تايلور هذا الفرع في تحديد شكل حركة سلسلة تهتز، كما ساهمت هذه الورقة في شرح وتبسيط مبادئ الميكانيك. شملت الورقة البحثية أيضا مبرهنة تايلور، هذه لم يتم الاستفادة منها حتى عام 1772، عندما أدرك لاغرانج أهميتها وأسماها «النتيجة الأساس للحساب التفاضلي».

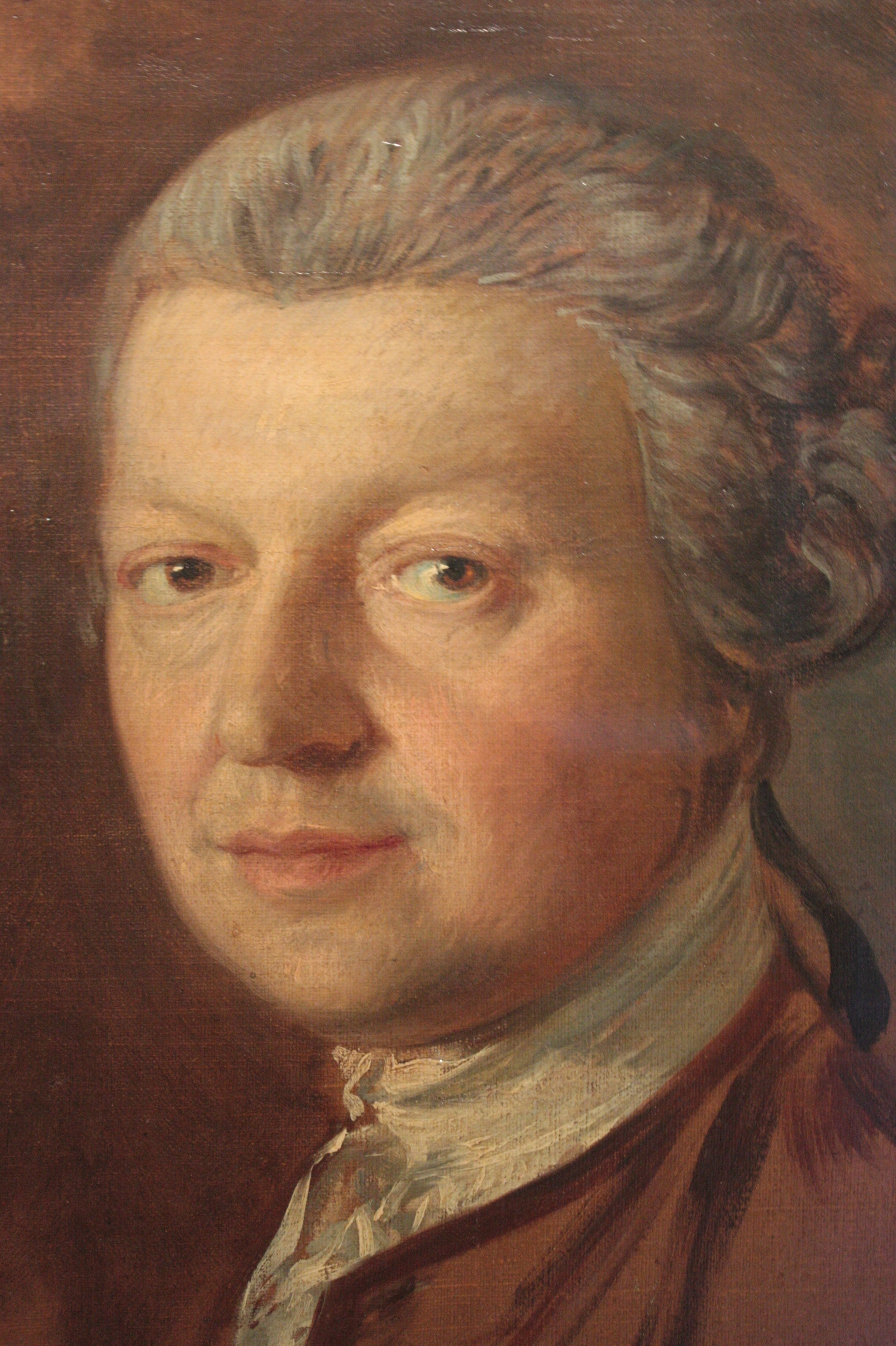
جوشوا كيربي

في مقال نشره عام 1715 عن المنظور الخطي، وضع تايلور أسس جديدة للمنظور، ولكن بسبب إيجاز وغموض المقال والذان كانا صفة دائمة لأغلب مقالاته، لم يحقق المقال النجاح المطلوب إلى أن أوضحه كل من جوشوا كيربي في أطروحته عام 1754 ودانيال فورنير في أطروحته عام 1761.
انتخب تايلور كعضو في الجمعية الملكية عام 1712، وفي نفس العام، انضم للجنة المسؤولة عن فض النزاع بين السير إسحاق نيوتن وجوتفريد لايبنتز، وأمينا للجمعية الملكية في الفترة ما بين 13 يناير 1714 و 21 أكتوبر 1718. في عام 1715 بدأت كتاباته تأخذ الطابع الفلسفي والديني. قابل تايلور في تلك السنة كونت دي مونتمورت ووضع معه مبادئ نيكولا مالبرانش، وهي عبارة عن أطروحة غير منتهية عن تضحيات المجتمع اليهودي وشرعية سفك الدماء، كتبها بعد عودته من آخن في عام 1719.
تزوج بروك تايلور في عام 1721 من الآنسة بريدجس من ولنجتون، ساري، سبب ذلك الزواج خلافا بينه وبين والده، الذي انتهى في عام 1723 بعد وفاتها وهي تلد ابنه، والذي توفي أيضا. أمضى تايلور العامين التالين مع أسرته في بيفرونس، وتزوج للمرة الثانية في عام 1725 (هذه المرة بموافقة والده) من سابيتا ساوبريدجي من أولانتيغ، كينت، توفيت أيضا أثناء ولادتها أبنتهما إليزابيث في عام 1730، ولكن هذه المرة نجت الابنة. توفي والده عام 1729 وورث تايلور أملاك العائلة في بيفرونس. لكونه عالم رياضيات، أصبح هو الرجل الإنجليزي الوحيد بعد السير إسحاق نيوتن وروجر كوتس القادر على إعالة نفسه في بيرنوليس. لم يستمر هذا الوضع طويلا فبسبب عدم قدرته في التعبير عن أفكاره بوضوح خف نجمه تدريجيا.
لم تكن صحة تايلور جيدة في أغلب فترات حياته. تدهورت حياته سريعا وتوفى عندما كان يبلغ من العمر ست واربعين عاما فقط، في 30 نوفمبر 1731 في سومرست هاوس، لندن. في 2 ديسمبر 1731، دفن بروك تايلور في لندن بالقرب من زوجته الأولى في ساحة كنيسة سانت أني، سوهو.

## مؤلفاته

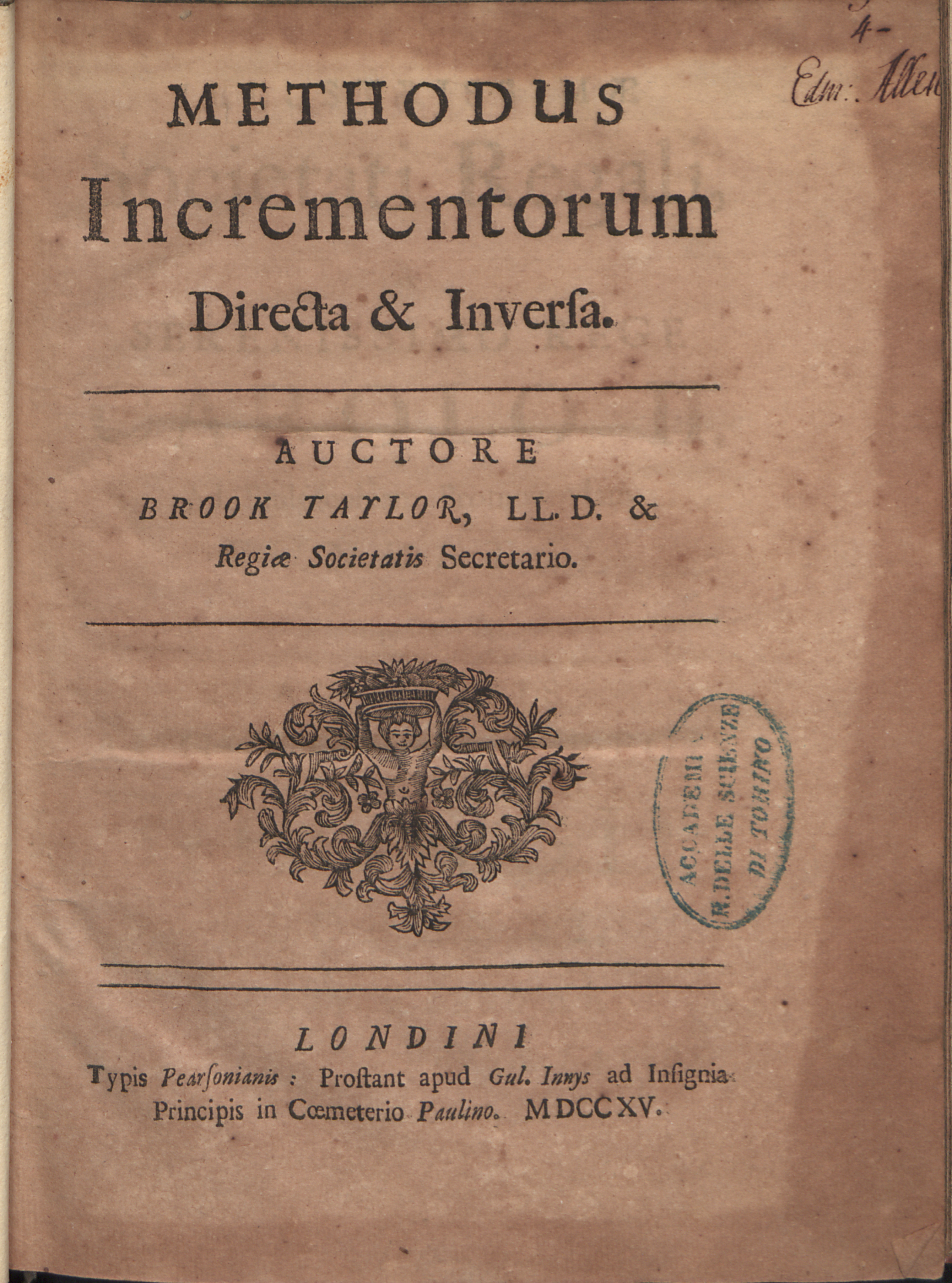
كتاب تايلور الذي أدى إلى ظهور فرع جديد من فروع الرياضيات العليا، "التفاضل والتكامل المنتهي"، نشر عام 1715

طبع حفيد تايلور السير ويليام يونج البارون الثاني كتاب جده بعنوان "Contemplatio Philosophica" في عام 1793 أي بعد وفاة تايلور، في مقدمة الكتاب نبذة عن حياة المؤلف ملحق بالرسائل الموجهة إليه من قبل كلا من بولينجبروكي، بوسيوت وغيرهم من المؤلفين. كما تم نشر عدد من الأوراق البحثية لتايلور في فلسفة فيديكس بداية من المجلد السابع والعشرين إلى المجلد الثاني والثلاثين. تحتوي هذه الأوراق على نتائج تجاربه المثيرة للاهتمام في المغناطيسية والجاذبية الشعرية. في عام 1719، نشر تايلور نسخة محسنة من عمله في المنظور بعنوان «مبادئ جديدة في المنظور الخطي»، نقحها جون كولسون في عام 1749 ليعاد طباعتها في عام 1811 بعد إضافة صورة ونبذة عن المؤلف. تم نشر ترجمة فرنسية للكتاب في عام 1757. ذكر تايلور في كتابه " Methodus Incrementorum " أول تحقيق مرضي عن ظاهرة الانكسار الفلكي.
- كتاب تايلور بروك عام 1715، "Methodus Incrementorum Directa et Inversa"، لندن: ويليام إينيس
- تم ترجمته للغة الإنجليزية بواسطه لان بروس.

كتاب تايلور بروك عام 1715، المنظور الخطي أو طريقة جديدة لتمثيل كل الكائنات كما تظهر للعين في جميع الحالات، لندن: كنابلوك ر.

## التكريم
تم إطلاق اسم تايلور على إحدى فوهات القمر الصدمية تكريما له على مجمل أعمالة.

## روابط خارجية
- بروك تايلور على موقع الموسوعة البريطانية (الإنجليزية)
- بروك تايلور على موقع إن إن دي بي (الإنجليزية)